# Werner Petermann

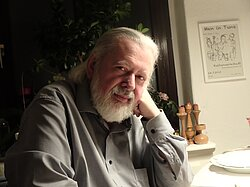
Werner Petermann. Foto: Christine Zuppinger

Werner Petermann (* 14. Juni 1947 in Passau; † 14. Februar 2025 in München) war ein deutscher Ethnologe, Lektor, Publizist, Autor und Übersetzer.

## Leben und Werk
Petermann studierte Ethnologie, Philosophie und Ägyptologie in München. Obgleich er sich schon während seines Studiums gegen die Linie des damaligen Leiters des Instituts für Ethnologie, Helmut Straube, stellte, sah sich Petermann letztendlich doch von diesem Ethnologen geprägt. Seine Doktorarbeit schrieb er über die Regenkulte und Regenmacher bei bantu-sprachigen Ethnien Ost- und Südafrikas (1985).
Noch zur Zeit seines Studiums begründete er die ethnologische Zeitschrift Trickster mit, aus der später ein Verlag gleichen Namens hervorging. Heute ist die Edition Trickster Teil des Peter Hammer Verlages.
Ab den 1980ern war er an zahlreichen Buchveröffentlichungen beteiligt und veröffentlichte eigenständige Werke. Besondere Beachtung fand seine breit angelegte Geschichte der Ethnologie (2004), die von Karl-Heinz Kohl im Feuilleton der FAZ besprochen wurde.
Verdienste hatte er außerdem als Förderer der visuellen Anthropologie und des ethnographischen Films. Zusammen mit Enno Patalas und anderen entwickelte er eine Retrospektive des ethnographischen Films, die Niederschlag in der wegweisenden Publikation Die Fremden sehen (1984) fand. Darüber hinaus war er an Filmproduktionen beteiligt. Gemeinsam mit Hans Andreas Guttner erhielt er 1999 den Romy-Filmpreis für den Dokumentarfilm Kreuz und quer.
Petermann war über lange Jahre hinweg Lehrbeauftragter am Institut für Ethnologie der Ludwig-Maximilians-Universität in München.

## Publikationen (Auswahl)
- 1984: Die Fremden sehen - Ethnologie und Film (Hrsg. mit Margarete Friedrich, Almut Hagemann-Doumbia, Ralph Thoms, Reinhard Kapfer und Marie-Jose van de Loo). München: Trickster Verlag (in Kooperation mit dem Filmmuseum München)
- 1988: Kino-Fronten. 20 Jahre '68 und das Kino (mit Ralph Thoms). München: Trickster-Verlag
- 1988: Flahertys Erben: Die Stunde der Ethnofilmer (Hrsg. mit Reinhard Kapfer und Richard Kraken). München: Trickster-Verlag
- 1989: Rituale von Leben und Tod. Robert Gardner und seine Filme (Hrsg. mit Reinhard Kapfer und Ralph Thoms). München: Trickster-Verlag
- 1990: Die Entwickler - Der Blick der Medien auf die Dritte Welt (Hrsg. mit Ralph Thoms und Peter Heller). München: Trickster-Verlag

- 1991: Jäger und Gejagte - John Marshall und seine Filme.(mit Reinhard Kapfer und Ralph Thoms). München: Trickster-Verlag
- 2004: Die Geschichte der Ethnologie. Wuppertal: Peter Hammer Verlag
- 2007: Hundsköpfe und Amazonen - Als die Welt voller Monster war. Wuppertal: "Edition Trickster" im Peter Hammer Verlag
- 2010: Anthropologie unserer Zeit. Wuppertal: "Edition Trickster" im Peter Hammer Verlag

## Drehbücher
- 1996: Kreuz und Quer (Dokumentarfilm, mit Hans Andreas Guttner). Sisyphos Film (München)[5]